# Diplomatski odnosi između Jugoslavije i Francuske
Diplomatski odnosi između Jugoslavije i Francuske obuhvaćali su razdoblje od francuskog priznavanja Kraljevine SHS, odnosno Jugoslavije, kao nove države versajske Europe, 1918., pa preko ad hoc diplomacije koju je jugoslavenska izbjeglička Vlada u Londonu održavala tijekom razdoblja okupacije Jugoslavije, 1941. – 1945., s De Gaulleovom Slobodnom Francuskom, te nastavkom redovnih diplomatskih odnosa između Francuske i socijalističke Jugoslavije, koja je zadržala međunarodnopravni kontinuitet s Kraljevinom Jugoslavijom, sve do razdoblja raspada socijalističke Jugoslavije tijekom 1991.godine, stvaranja novih neovisnih država i oružanog sukoba na području bivše Jugoslavije, koja je prestala postojati.

## Kratka povijest diplomatskih odnosa
Nakon završetka Prvoga svjetskog rata, Francuska i Srbija su iz rata izašle kao pobjednice, te je Francuska u novim međunarodnim odnosima, nakon kraja rata, podržala nastojanja oko integracijskih procesa pripajanja Države SHS Kraljevini Srbije (područja nastalih raspadom nekadašnje Austro-Ugarske Monarhije). U međuratnom periodu, Francuska je gospodarski i vojno podržavala izgradnju i očuvanje Jugoslavije, koja je uz Rumunjsku i Čehoslovačku, postala sudionica vojno-obrambenog saveza, tzv. Male antante, koja je nastala pod utjecajem francuske politike, kako bi se osujetila nastojanja Mađarske i Austrije za restauracijom svojih nekadašnjih teritorija. 
Diplomatski odnosi između Francuske i Kraljevine Srbije su postojali još od siječnja 1879., kada je nakon Berlinskog kongresa, održanog prethodne 1878., kao jedna od sudionica, Francuska priznala, tada još kneževinu Srbiju, kao samostalnu državu, dotad još u vazalnom odnosu prema Osmanskom Carstvu, te su nakon završetka Prvoga svjetskog rata, 1918., na istim su zasadama, 1920., nadograđivani novi diplomatski odnosi, sada između Francuske i Kraljevine Jugoslavije (kao novog subjekta, nastalog integracijom područja tzv. Države SHS i Kraljevine Srbije), da bi isti bili nastavljeni s vladom u Višijskoj Francuskoj, a nakon okupacije Jugoslavije, u travnju 1941., jugoslavenska izbjeglička vlada u Londonu nastavila je održavati odnose i specijalne misije s De Gaulleovim pokretom, Slobodnom Francuskom. Nakon oslobođenja Francuske, ulaska Saveznika u Pariz, u kolovozu 1944., te oslobođenja Beograda, u listopadu 1944., ponovno su uspostavljene stalne diplomatske misije, u rangu ambasade (veleposlanstava) akreditiranih kod državnih glavara. U razdoblju postojanja socijalističke Jugoslavije, dolazilo je do povremenih trvenja u odnosima između Francuske i Jugoslavije, u vanjskoj politici. Odmah nakon rata, Francuzi se nisu slagali s teritorijalnim promjenama,u razgraničenju između Italije i Jugoslavije, kao ni u jugoslavenskom obračunu s pripadnicima četničkog pokreta, te suđenju četničkom vođi Dragoljubu Draži Mihajloviću. U kasnijem razdoblju, s afirmacijom Pokreta nesvrstanih, Jugoslavija je aktivno podržavala oslobodilačke pokrete u njihovoj borbi za nacionalno oslobođenje od kolonijalnih vlasti, pa tako i Alžir, što je izazvalo prosvjede francuskog ministarstva vanjskih poslova i određeno zahlađenje odnosa s Francuskom, koja je imala upravu nad tim područjem, na kojem je bjesnila borba za nacionalno oslobođenje. 
Negdje u to vrijeme, 1956., zbog sueske krize, na inicijativu Jugoslavije, sazvana je sjednica Opće skupštine UN-a, na hitno izvanredno zasjedanje, kako bi se raspravilo o intervenciji Francuske i Ujedinjene Kraljevine u području Sueskog prokopa, što je dodatno narušilo odnose, ali unatoč svemu tome, diplomatski se odnosi nisu nikada prekidali, cijelo vrijeme postojanja socijalističke Jugoslavije, te nakon odlaska De Gaullea, nastavljena daljnja suradnja, sve do raspada SFRJ, 1991., odnosno 1992. godine. 

## Razdoblje Kraljevine Jugoslavije

### Šefovi jugoslavenske diplomatske misije u Parizu
- Milenko Vesnić, šef misije u rangu poslanika, od 1904. do 1920.
- Miloš V. Mihailović, šef misije u rangu otpravnika poslova, od 1920. do 1921.
- Milenko Vesnić, šef misije u rangu poslanika, 1921.
- Miloš V. Mihailović, šef misije u rangu otpravnika poslova, od 1921. do 1922.
- Miroslav Spalajković, šef misije u rangu poslanika, od 1922. do 1935.
- Božidar Purić, šef misije u rangu poslanika, od 1935. do 1941. (nastavio za vrijeme Višijske Francuske, do okupacije Jugoslavije, u travnju 1941.)
- Božin Simić, specijalni poslanik izbjegličke vlade kod Francuskog Nacionalnom komitetu u Londonu, od 1941. do 31. kolovoza 1943.
- Jovan Đonović, specijalni poslanik izbjegličke vlade kod De Gaulove Slobodne Francuske, do 1944.

### Šefovi francuske diplomatske misije u Beogradu
- Žozef d' Fontene, šef misije u rangu poslanika, od 1917. do 1921.
- Louis Frédéric Clément-Simon, šef misije u rangu poslanika, od 1921. do 1924.,
- Rober d' Bili, šef misije u rangu poslanika, 1924.
- Žozef Grenar, šef misije u rangu poslanika, od 1924. do 1926.
- Emil Dar, šef misije u rangu poslanika, od 1927. do 1932.
- Paul-Émile Naggiar, šef misije u rangu poslanika, od 1932. do 1935.
- Robert de Dampierre, šef misije u rangu poslanika, od 1936. do 1937.
- Raymond Brugère, šef misije u rangu poslanika, od 1937. do 1940.
- Roger Maugras, otpravnik poslova ad interim, 1940.

## Razdoblje socijalističke Jugoslavije

### Šefovi jugoslavenske diplomatske misije u Parizu
- Marko Ristić, šef misije u rangu ambasadora, od 1945. do 1951.
- Srđan Prica, šef misije u rangu ambasadora, od 1951. do 1955.
- Aleš Bebler, šef misije u rangu ambasadora, od 1955. do 1957.
- Radivoj Uvalić, šef misije u rangu ambasadora, od 1957. do 1960.
- Darko Černej, šef misije u rangu ambasadora, od 1960. do 1962.
- Mita Miljković, šef misije u rangu ambasadora, od 1962. do 1967.
- Ivo Vejvoda, šef misije u rangu ambasadora, od 1967. do 1971.
- Nijaz Dizdarević, šef misije u rangu ambasadora, od 1971. do 1975.
- Radomir Radović, šef misije u rangu ambasadora, od 1975. do 1979.
- Dušan Popovski, šef misije u rangu ambasadora, od 1979. do 1984.
- Boris Šnuderl, šef misije u rangu ambasadora, od 1984. do 1987.
- Božidar Gagro, šef misije u rangu ambasadora, od 1988. do 1991.

### Šefovi francuske diplomatske misije u Beogradu
- Henry Gauquié, šef misije u rangu ambasadora, od 1944. do 1945.
- Jean Payart, šef misije u rangu ambasadora. od 1945. do 1950.
- Philippe Baudet, šef misije u rangu ambasadora, od 1950. do 1955.
- Camille Coulet, šef misije u rangu ambasadora, 1955.
- Jean Baelen, šef misije u rangu ambasadora, od 1955. do 1956.
- Vincent Broustra, šef misije u rangu ambasadora, od 1956. do 1962.
- Jean Binoche, šef misije u rangu ambasadora, od 1962. do 1965.
- Pierre Francfort, šef misije u rangu ambasadora, od 1965. do 1970.
- Pierre Sebilleau, šef misije u rangu ambasadora, od 1970. do 1977.
- Jacques Martin, šef misije u rangu ambasadora, od 1977. do 1980.
- Yves Pagniez, šef misije u rangu ambasadora, od 1980. do 1982.
- Jacques Dupuy, šef misije u rangu ambasadora, od 1982. do 1985.
- Dominique Charpy, šef misije u rangu ambasadora, od 1985. do 1989.
- Michel Chatelais, šef misije u rangu ambasadora, od 1989. do 1992.